# Новое кладбище (Новочеркасск)
Новое кладбище — кладбище в городе Новочеркасске Ростовской области, одно из четырёх кладбищ Новочеркасска.

## История
Кладбище расположено на выезде из Новочеркасска по Старой ростовской дороге. Общая площадь — почти 28 га; территория разделена на 5 секторов, имеются специальные участки для погребения почётных жителей города и для неустановленных лиц. В настоящее время основная масса городских захоронений производится на территории этого некрополя. Примерное число захоронений — более 25 тысяч.
В июне 1994 года на кладбище был установлен памятник жертвам Новочеркасского расстрела — на месте захоронения новочеркассцев, расстрелянных во время демонстрации 1962 года. В 2002 году памятник заменили на стелу с надписью: «1962 ПАМЯТИ ЖЕРТВ НОВОЧЕРКАССКОЙ ТРАГЕДИИ».
В 2007 году была заложена, а спустя три года освящена часовня во имя святого мученика Уара. Освящение провёл 27 ноября 2010 года архиепископ Ростовский и Новочеркасский Пантелеимон (Долганов). На территории нового кладбища похоронен погибший в Сирии морпех Александр Позынич.

Некоторые захоронения
О. Н. Лобов
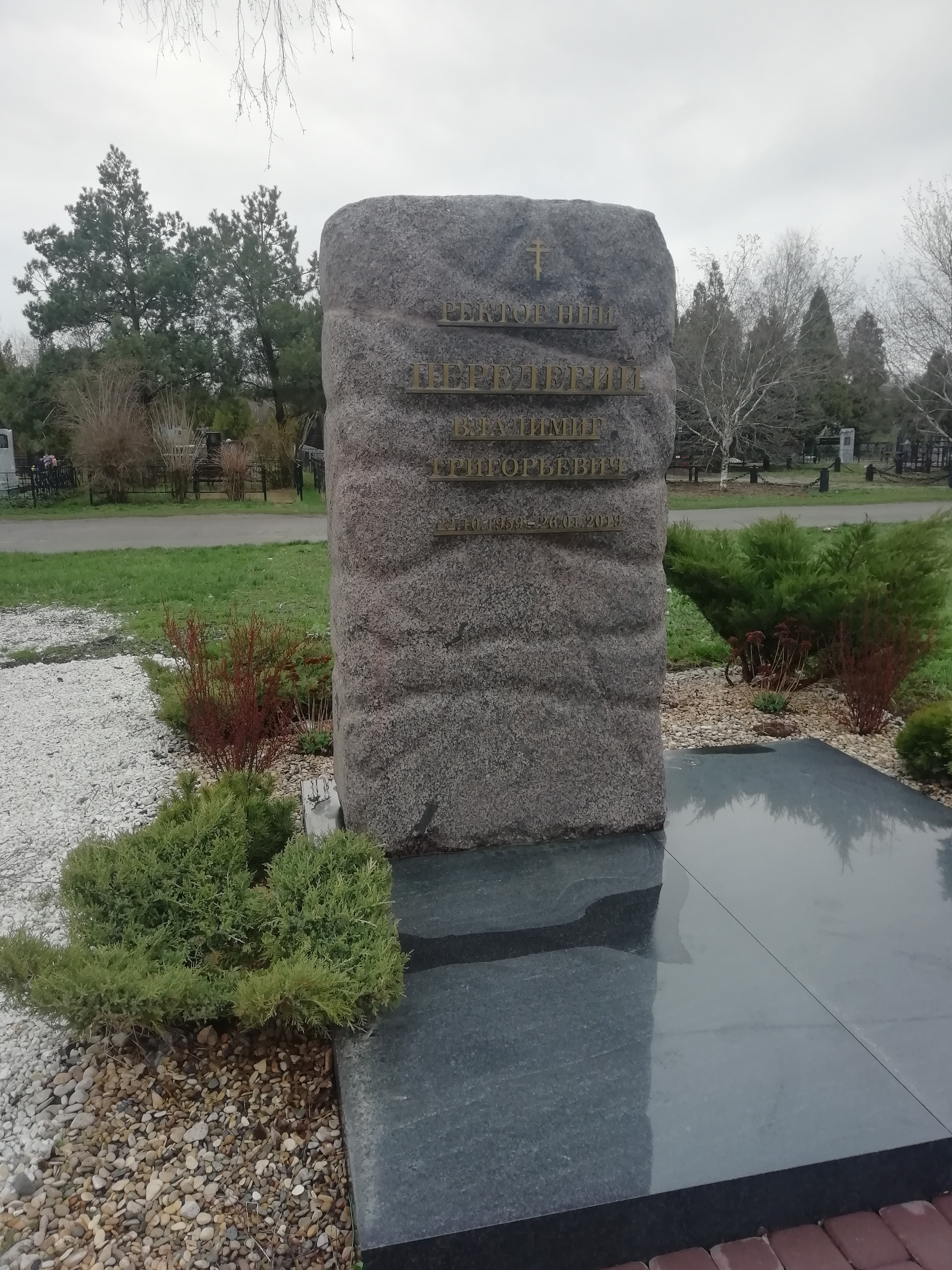
В. Г. Передерий
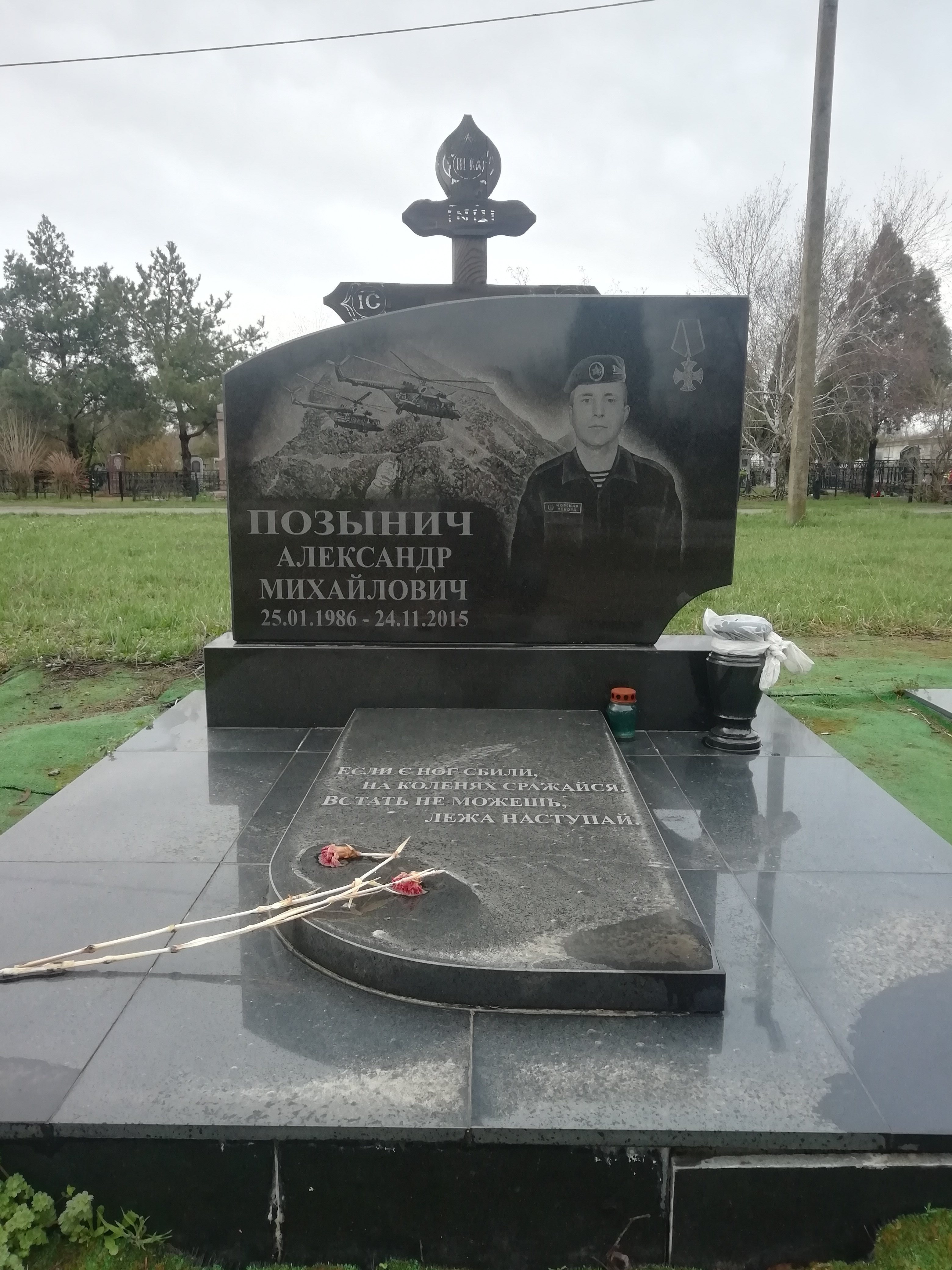
А. М. Позынич